# ヘルマン・フォン・フェーリング
ヘルマン・フォン・フェーリング（Hermann von Fehling, 1812年6月9日 - 1885年7月1日）は、ドイツの化学者である。糖の定量試薬であるフェーリング液を開発した。

## 生涯
リューベックに生まれ、薬学に興味を持って、1835年頃にハイデルベルク大学に入学した。卒業後はギーセン大学で、パラアルデヒドやメタアルデヒドの組成を解明したユストゥス・フォン・リービッヒに師事した。1839年、リービッヒの勧めを受けてシュトゥットガルトの技術専門学校に就職し、そこで45年以上働くこととなった。シュトゥットガルトで1885年に死去した。
初期の研究には、コハク酸の研究やベンゾニトリルの生成等がある。晩年には、純粋化学よりも工学や公衆衛生学に時間を費やすようになった。
彼が開発した分析手法で最も有名なものは、硫酸銅(II)をアルカリ、酒石酸ナトリウムカリウムと混合したフェーリング液を用いた糖の定量である。